# Lista de filósofos russos

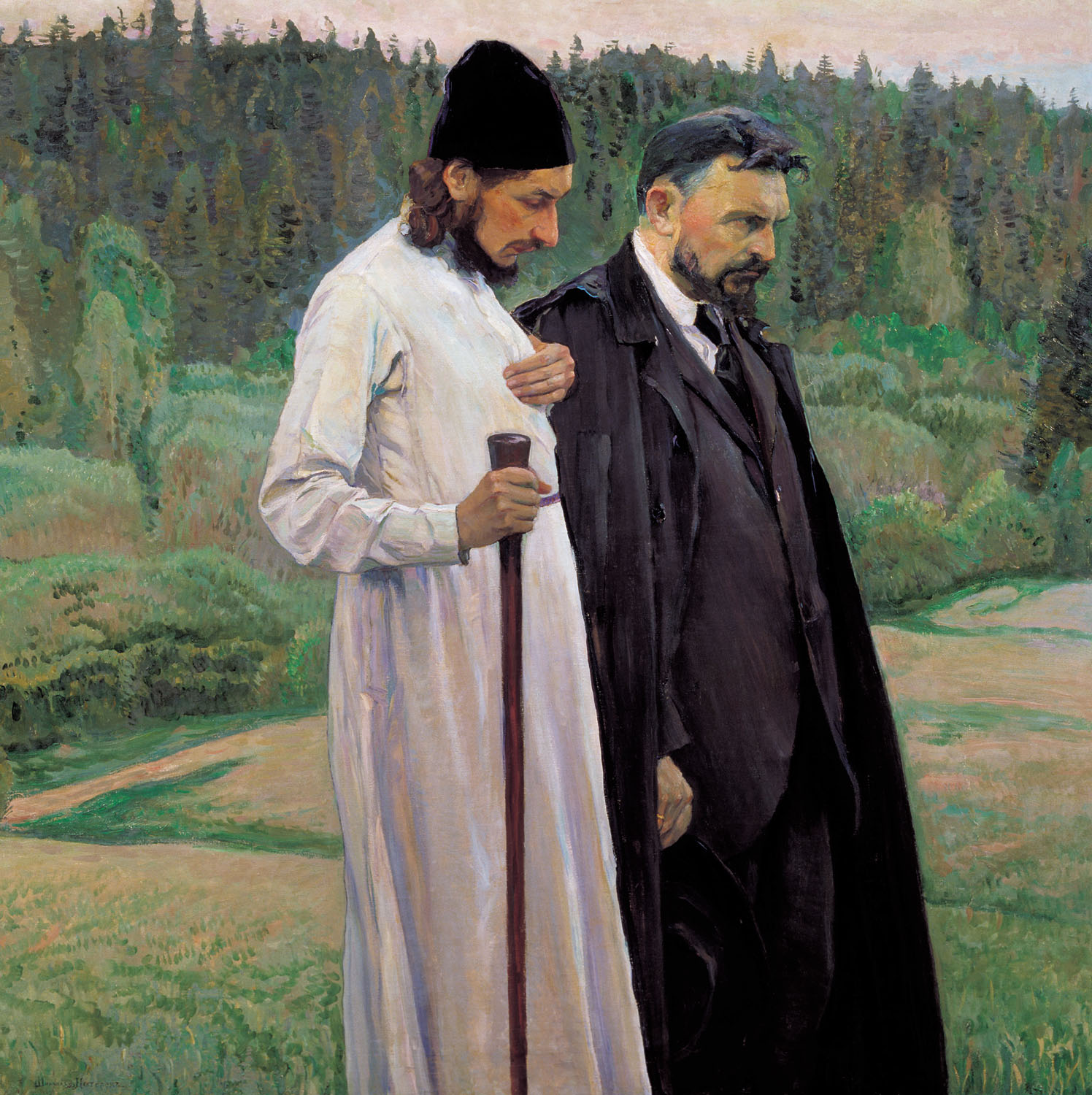
Philosophers (1917) de Mikhail Nesterov, retratando Pavel Florensky e Sergei Bulgakov

A filosofia russa inclui uma variedade de movimentos filosóficos. Os autores que os desenvolveram estão listados abaixo, classificados por movimento.
Embora a maioria dos autores listados abaixo sejam principalmente filósofos, também estão incluídos aqui alguns escritores de ficção russos, como Tolstoi e Dostoiévski, que também são conhecidos como filósofos.
A filosofia russa como uma entidade separada iniciou seu desenvolvimento no século XIX, definida inicialmente pela oposição dos ocidentalistas, defendendo a Rússia seguindo os modelos políticos e econômicos ocidentais, e eslavófilos, insistindo em desenvolver a Rússia como uma civilização única. O último grupo incluía Nikolai Danilevsky e Konstantin Leontiev, os primeiros fundadores do eurasianismo. A discussão sobre o lugar da Rússia no mundo desde então se tornou a característica mais característica da filosofia russa.
Em seu desenvolvimento posterior, a filosofia russa também foi marcada por uma profunda conexão com a literatura e interesse pela criatividade, sociedade, política e nacionalismo; cosmos e religião foram outros assuntos notáveis.
Filósofos notáveis do final do século XIX e início do século XX incluem Vladimir Solovyev, Vasily Rozanov,  Lev Shestov, Leo Tolstoy, Sergei Bulgakov, Pavel Florensky, Nikolai Berdyaev, Pitirim Sorokin e Vladimir Vernadsky.
Um punhado de filósofos dissidentes sobreviveu durante o período soviético, entre eles Aleksei Losev. A morte de Stalin em 1953 deu lugar ao surgimento de novas escolas de pensamento, entre elas o Círculo Lógico de Moscou e a Escola Semiótica de Tartu-Moscou.

## Principais pensadores

### Iluminismo russo
- Vasily Tatishchev (1686–1750)
- Gregory Skovoroda (1722–1794)
- Mikhail Shcherbatov (1733–1790)
- Andrey Bolotov (1738–1833)
- Alexander Radishchev (1749–1802)

### Eslavófilosepochvennichestvo
- Ivan Kireyevsky (1806–1856)
- Aleksei Khomiakov (1804–1860)
- Vladimir Odoyevsky (1803–1869)
- Konstantin Aksakov (1817–1860)
- Yuri Samarin (1819–1876)
- Fyodor Tyutchev (1803–1873)
- Nikolay Danilevsky (1822–1885)
- Nikolay Strakhov (1828–1896)
- Fiódor Dostoiévski (1821–1881), artista e filósofo religioso (ver Nikolai Berdiaev)
- Konstantin Pobedonostsev (1827–1907)
- Konstantin Leontiev (1831–1891)
- Ivan Ilyin (1883–1954)

### Simbolistas russos
- Dmitry Merezhkovsky (1866–1941)
- Zinaida Gippius (1869–1945)
- Valery Bryusov (1873–1924)
- Konstantin Balmont (1867–1942)
- Max Voloshin (1877–1932)
- Vsevolod Meyerhold (1874–1940)
- Alexander Blok (1880–1921)
- Andrei Bely (1880–1934)
- Vyacheslav Ivanov (1866–1949)
- Innokenty Annensky (1855–1909)
- Fyodor Sologub (1863–1927)
- Georgy Chulkov (1879–1939)

### Ocidentalistas
- Pyotr Chaadayev (1794–1856)
- Nikolai Stankevich (1813–1840)
- Vissarion Belinski (1811–1848)
- Alexander Herzen (1812–1870), pai do socialismo russo

### Schellingianos russos
- Pyotr Chaadayev (1794–1856)
- Dmitry Venevitinov (1805–1827)
- Vissarion Belinski (1811–1848)
- Vladimir Soloviov (1853–1900)

### Positivistasrussos
- Peter Lavrovich Lavrov (1823–1900)
- Grigory Vyrubov (1843–1913)
- Nikolay Mikhaylovsky (1842–1910)
- Konstantin Kavelin (1818–1885)
- Nikolai Korkunov (1853–1904)

#### Machistas russos
- Vladimir Bazarov
- Jakov Berman
- Alexander Bogdanov (1873–1928)
- Sergei Suvorov
- Pavel Yushkevich

### Cosmistasrussos

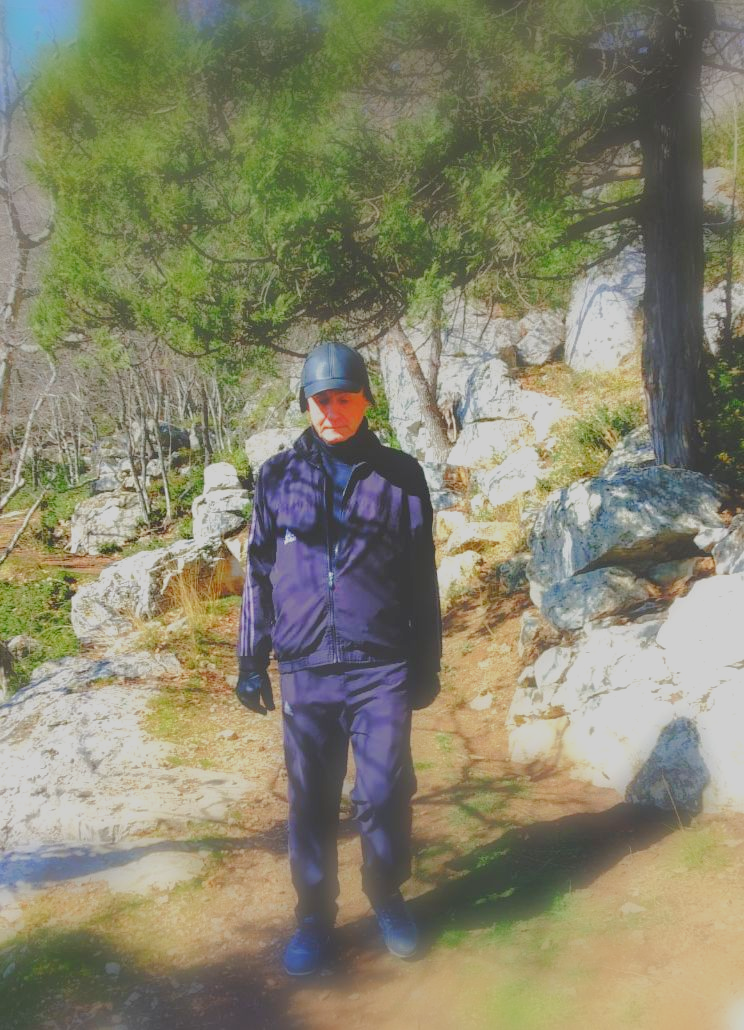
Victor Skumin, 2023

- Nikolai Fiodorov (1829–1903), o qual N O Lossky lista como, principalmente, um filósofo cristão
- Nicholas Roerich (1874–1947)
- Vladimir Vernadski (1863–1945)
- Konstantin Tsiolkovski (1857–1935)
- Alexander Chizhevsky (1897–1964)
- Evald Ilyenkov (1924–1979)[1]
- Victor Skumin (1948–)

### Ocultistas
- Nikolay Novikov (1744–1818)
- Helena Blavatsky (1831–1891)
- G. I. Gurdjieff (1872–1949)
- P. D. Uspenski (1878–1947)

### Epistemólogos,lógicosemetafísicos
- Boris Chicherin (1828–1904)
- S. N. Trubetskoy (1862–1905)

### Populistas russos
- Alexander Herzen (1812–1870), pai do socialismo russo
- Nikolai Tchaikovsky (1851–1926)
- Pyotr Lavrov (1823–1900)
- Nikolay Mikhaylovsky (1842–1904)
- Lev Tikhomirov (1852–1923), posteriormente proeminente pensador conservador
- Razumnik Ivanov-Razumnik (1878–1946)

### Anarquistas
- Mikhail Bakunin (1814–1876), também listado entre os teóricos materialistas e niilistas[2]
- Leo Tolstoy (1828–1910), a quem alguns consideram o maior dos romancistas russos
- Peter Kropotkin (1842–1921), conhecido como o 'Príncipe Anarquista' ou 'Pai do Anarquismo'

### Materialistaseniilistas
- N. G. Chernyshevsky (1828–1889)
- Dimitri Pisarev (1840–1868)
- Ivan Sechenov (1829–1905)

### Socialistasemarxistas
- George Plekhanov (1856–1918), o primeiro grande pensador marxista russo
- Vladimir Lenin (1870–1924), fundador do leninismo
- Alexandra Kollontai (1872–1952)
- Alexander Herzen (1812–1870)
- Leon Trótski (1879–1940), fundador do trotskismo
- Nikolai Bukharin (1888–1938)
- Sofya Yanovskaya (1896–1966)
- Aleksandr Zinovyev (1922–2006)
- Evald Ilyenkov (1924–1979)
- Aleksandr Voronsky (1884—1937)[3][4]

### Filósofos cristãos
Pré-Soloviov
- Pamfil Yurkevich (1826–1874)
- Vladimir Solovyov (1853–1900) observou ter criado o primeiro sistema abrangente completo da filosofia russa[5]
- Vasily Rozanov (1856–1919)
- Fiódor Dostoiévski (1821–1881) também listado como existencialista
- Sergei Bulgakov (1871–1944)
- Nikolai Berdiaev (1874–1948) também listado como existencialista
- Liev Tolstói (1828–1910) também listado como o maior dos romancistas e um anarquista

### Teólogos cristãosortodoxos
- Aleksei Khomiakov (1804–1860)
- Pavel Florensky (1882–1937)
- Vladimir Lossky (1903–1958)
- Georges Florovsky (1893–1979)
- Michael Pomazansky (1888–1988)
- Alexander Schmemann (1921–1983)
- John Meyendorff (1926–1992)

### Idealistaspersonalistas
- Lev Lopatin (1855–1920)
- Nikolai Lossky (1870–1965)
- Semyon Frank (1877–1950)
- Alexei Losev (1893–1988)

### Existencialistas

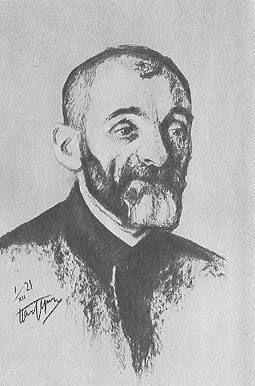
Retrato de Lev Shestov por Leonid Pasternak, 1910

- Fiódor Dostoiévski (1821–1881)
- Lev Shestov (1866–1938)
- Nikolai Berdiaev (1874–1948)

### Esteticistas
- Alexei Losev (1893–1988)
- Mikhail Bakhtin (1895–1975)
- Mikhail Epstein (Epshtein) (1950–)

### Historiadores do pensamento
- Isaiah Berlin (1909–1997)
- Razumnik Ivanov-Razumnik (1878–1946)

### Globalistas
- Alexander Chumakov (1950–)